# Рака

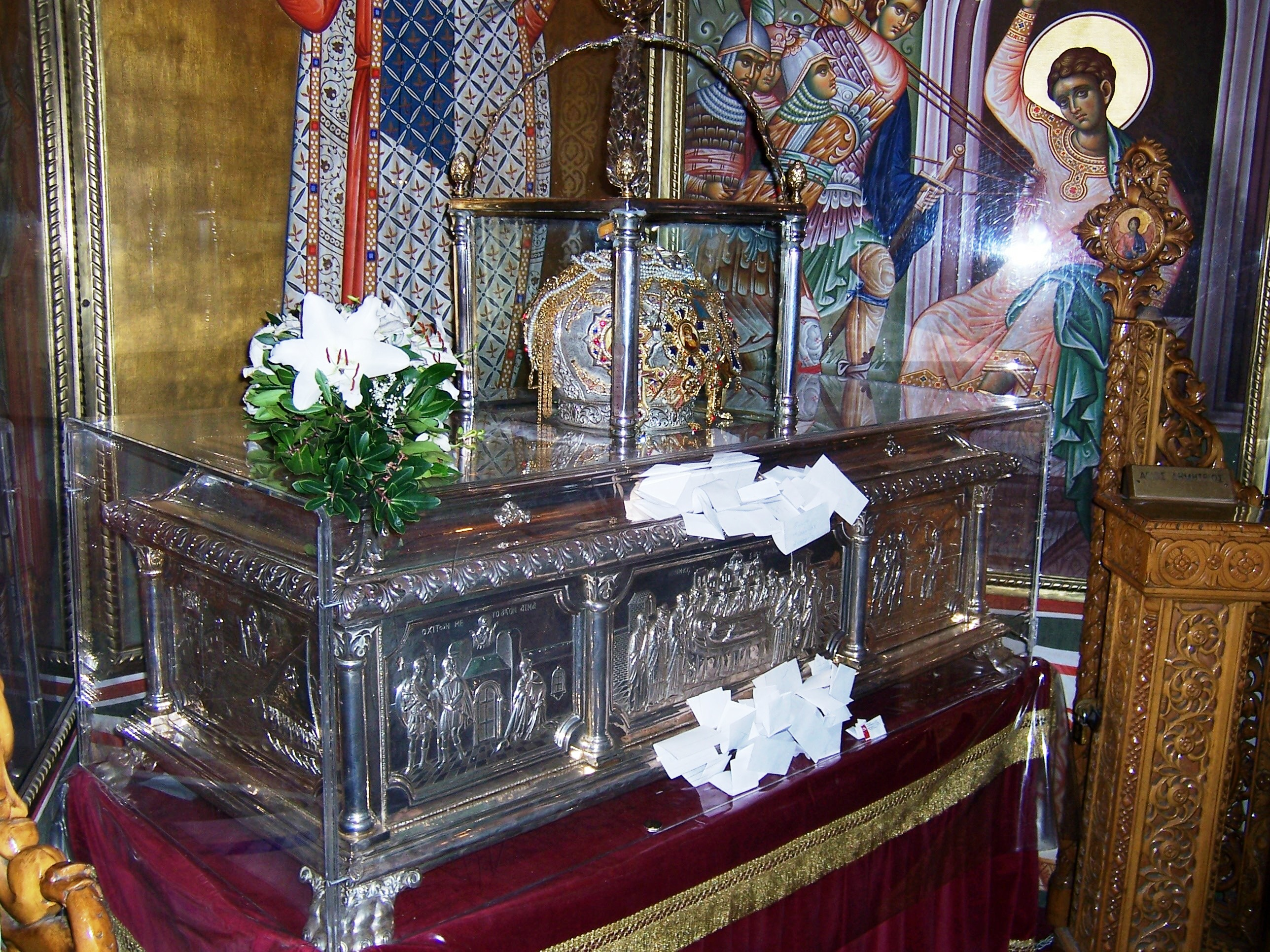
Рака с мощами святого Димитрия Солунского (Греция, Салоники)

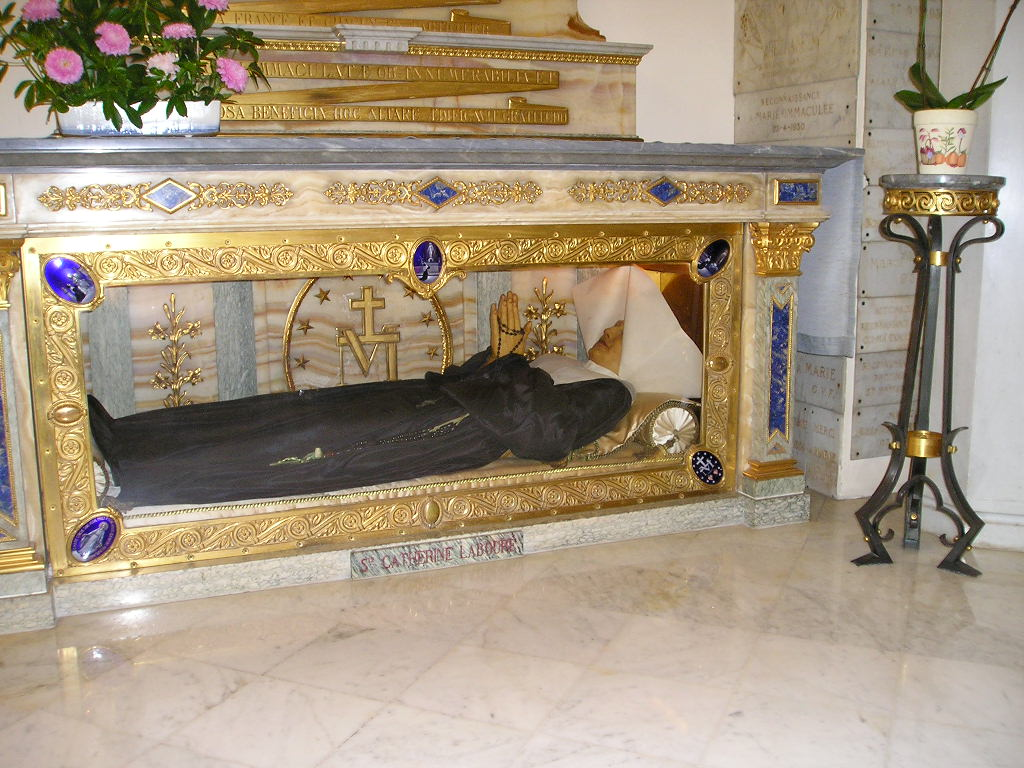
Католическая рака святой Екатерины Лабуре

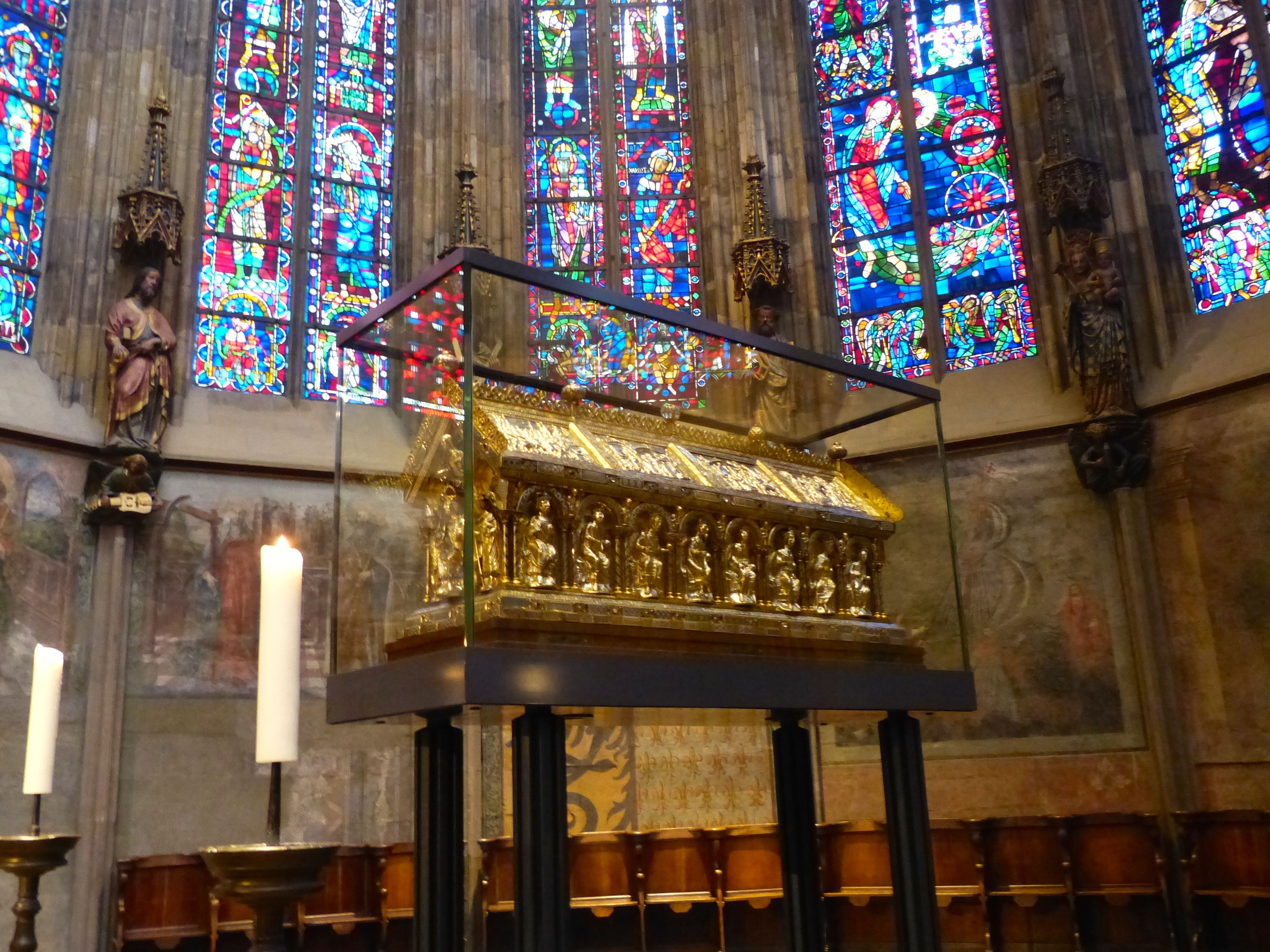
Рака Карла в Ахенском соборе

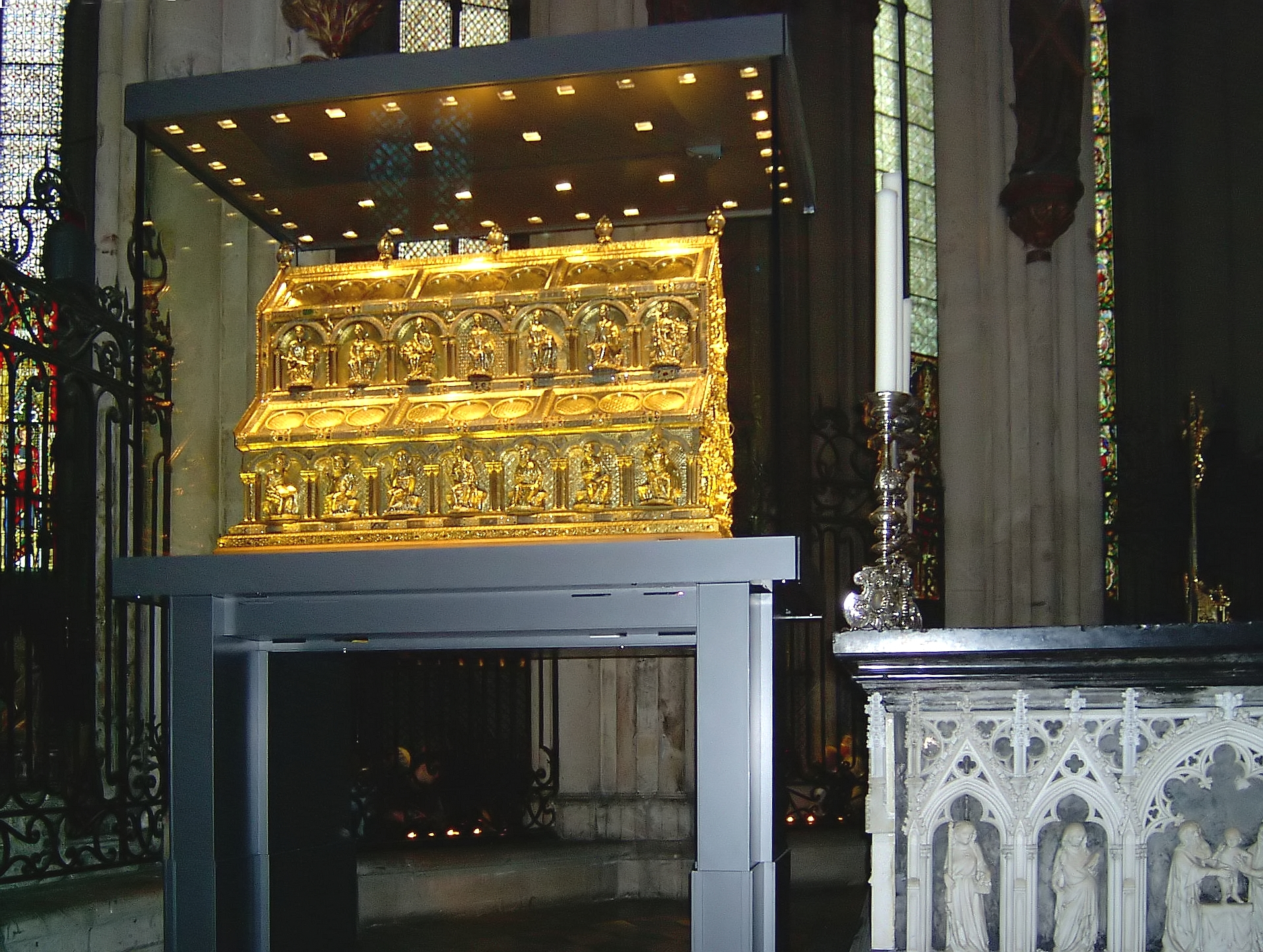
Рака трёх волхвов в Кёльнском соборе

Ра́ка (лат. arca — «ящик», «ковчег», «гроб») — ковчег с мощами святых, изготавливаемый обычно в форме гроба.
Рака как религиозный объект считается понятием христианским, однако её аналоги встречаются и в других религиях.
В христианстве рака — местохранилище останков святых, которые в ней будут пребывать, согласно доктрине, до Страшного суда.
Обычно раки устанавливаются внутри храма или в подземных хранилищах монастырей. В случае, когда обретённые мощи помещаются в раку и хранятся в ней открытыми для поклонения, они облачаются в одежду согласно статусу святого. В большинстве случаев мощи оставались в земле — «под спудом». При этом над ними устанавливали пустое надгробие в форме раки, но без откидной крышки. В древности на мощах «под спудом» строились храмы.
Часто рака представляет собой произведение искусства — украшается драгоценными камнями, изготавливается из благородных металлов; для деревянных рак используют ценные породы деревьев. Раки покрывают специальными покровами из расшитых тканей.
Раки с мощами святых являются объектом паломничества верующих. Часто в дни празднования памяти того или иного святого рака с его мощами выносится из храма и участвует в крестном ходе.
Наиболее известны раки в православии — Сергия Радонежского в Троицком соборе Троице-Сергиевой лавры, Александра Невского, хранящаяся в Эрмитаже (Рака Александра Невского), святого Димитрия Солунского в Салониках, в католичестве — «Рака трёх волхвов» в Кёльнском соборе, рака святого Зебальда в Церкви Святого Зебальда в Нюрнберге.
Небольшие раки именуются ковчежцами, и в них хранятся лишь части тел святых (например, Десница Иоанна Крестителя).
Наличие раки свидетельствует лишь о почитании подвижника, а не о нетленности его тела целиком.
Раки для мощей святых обновляются или дополнительно украшаются, а также изготавливаются новые (в древности часто по обетам верующих). Например, в сентябре 2007 года была освящена новая рака для мощей преподобного Лаврентия Черниговского.